# 慕良
慕良（ぼりょう、모량）は、金官伽倻の建国時に諸王に仕えた重臣趙匡の妻である。金官伽倻第3代の王麻品王の妃である好仇は慕良の孫娘である。
許黄玉がインドのサータヴァーハナ朝から船に乗って48年に伽耶に渡来した際に、媵臣（嫁にいく女の付き人）としてサータヴァーハナ朝から伽耶に渡来した。

## 家族
- 夫：趙匡
- 孫：好仇